# Tom Sietas
Tom Sietas (* 12. Januar 1977 in Hamburg) ist mehrfacher Weltmeister und Deutscher Meister im Apnoetauchen. Er erzielte 22 Weltrekorde in verschiedenen Pooldisziplinen. Er hält Vorträge über Resilienz, mentale Gesundheit und Spitzenleistung unter Druck.

## Erfolge
| Datum             | Veranstaltung                                      | Ort                    | Bemerkung                                                             |
| ----------------- | -------------------------------------------------- | ---------------------- | --------------------------------------------------------------------- |
| 6. September 2003 | 4. Deutsche Meisterschaft im Zeit- und Tieftauchen | Dellach, Österreich    | Deutscher Meister                                                     |
| 21. Februar 2004  | 6. Berliner Meisterschaft                          | Berlin                 | Deutscher Rekord im Zeittauchen: 7:48 min                             |
| 9. Mai 2004       | Internationaler Wettkampf im Tief- und Zeittauchen | Nizza, Frankreich      | Deutscher Rekord im Tieftauchen: 67 m                                 |
| 9. Juni 2004      | Weltrekordversuche                                 | Hamburg                | Weltrekord im Zeittauchen: 8:12 min.                                  |
| 10. Juni 2004     | Weltrekordversuche                                 | Hamburg                | Weltrekord im Zeittauchen: 8:27 min                                   |
| 11. Juni 2004     | Weltrekordversuche                                 | Hamburg                | Weltrekord im Zeittauchen: 8:47 min                                   |
| 8. August 2004    | Weltmeisterschaft im Zeit- und Tieftauchen         | Vancouver, Kanada      | Deutscher Rekord im Tieftauchen: 70 m                                 |
| 12. August 2004   | Weltmeisterschaft im Zeit- und Tieftauchen         | Vancouver, Kanada      | Deutscher Rekord im Streckentauchen: 180 m                            |
| 12. August 2004   | Weltmeisterschaft im Zeit- und Tieftauchen         | Vancouver, Kanada      | Weltmeister                                                           |
| 30. Oktober 2004  | 3. Rhein-Main-Cup                                  | Wiesbaden, Deutschland | Deutscher Rekord (inoffz. Weltrekord) im Zeittauchen: 8:56 min        |
| 20. November 2004 | 7th Night of Apnea                                 | Berlin                 | Deutscher Rekord im Streckentauchen: 186 m                            |
| 12. Dezember 2004 | 3rd Dutch Apnea open                               | Eindhoven, Niederlande | Weltrekord im Zeittauchen: 8:58 min.                                  |
| 8. Dezember 2004  | Rekordversuche                                     | Hamburg                | Deutscher Rekord (inoffz. Weltrekord) im Streckentauchen o. F.: 175 m |
| 19. Dezember 2004 | Rekordversuche                                     | Hamburg                | Deutscher Rekord (inoffz. Weltrekord) im Streckentauchen: 215 m       |
| 10. Juli 2005     | AIDA Hellas 2005 Summer Apnea Games                | Loutraki               | Weltrekord im Streckentauchen ohne Flossen: 175 m                     |
| 10. Juli 2005     | AIDA Hellas 2005 Summer Apnea Games                | Loutraki               | Weltrekord im Streckentauchen: 212m                                   |
| 25. August 2005   | Individual Pool World Freediving Championship      | Renens                 | Weltmeister im Streckentauchen                                        |
| 21. Dezember 2005 | ICARE Trophies 2005                                | Lausanne               | Bester Freitaucher 2005                                               |
| 4. März 2006      | Mad Cup 06                                         | Maribor, Slovenia      | Weltrekord im Streckentauchen ohne Flossen: 176m                      |
| 15. März 2006     | Weltrekordversuch                                  | Tokyo, Japan           | Weltrekord im Streckentauchen ohne Flossen: 180 m                     |
| 13. August 2006   | Deutscher Ring Aquatics                            | Hamburg                | Weltrekord im Streckentauchen ohne Flossen: 182 m                     |
| 27. August 2006   | World record attempt                               | Tokyo, Japan           | Weltrekord im Streckentauchen ohne Flossen: 183 m                     |
| 29. August 2006   | World record attempt                               | Tokyo, Japan           | Weltrekord im Streckentauchen mit Flossen: 223 m                      |
| 30. August 2006   | World record attempt                               | Tokyo, Japan           | Weltrekord im Zeittauchen: 9:00 min.                                  |
| 1. Mai 2007       | Weltrekordversuche                                 | Hamburg                | Weltrekord im Zeittauchen: 9:08 min.                                  |
| 12. Mai 2008      | Weltrekordversuch                                  | Mainz                  | Weltrekord im Zeittauchen: 9:15 min                                   |
| 7. Juni 2008      | Weltrekordversuch                                  | Athen, Griechenland    | Weltrekord im Zeittauchen: 10:12 min                                  |
| 2. Juli 2008      | Weltrekordversuch                                  | Hamburg                | Weltrekord im Streckentauchen ohne Flossen: 213 m                     |
| 30. Mai 2012      | Weltrekordversuch                                  | Changsha, China        | Weltrekord im Zeittauchen mit Sauerstoff: 22:22 min                   |

Bei einer Körpergröße von 1,93 m und 75 kg Körpergewicht erreicht Sietas eine Vitalkapazität von 6,8 Liter.
Tom Sietas demonstrierte bei Fernsehauftritten das Zeittauchen unter Voratmung von reinem Sauerstoff. 2006 verbesserte er eine 47 Jahre alte Bestmarke in dieser Showdisziplin. In einer Live-Fernsehshow in New York am 9. August 2007 erreichte er eine neue Maximalzeit von 15 Minuten und 2 Sekunden. Im Jahr 2012 erreichte Tom Sietas in Changsha (China) eine Zeit von 22:22 min und stellte damit seinen 22. Weltrekord auf.